# ブランコ・オブラク
ブランコ・オブラク（Branko Oblak、1947年5月27日 - ）は、スロベニア (旧ユーゴスラビア)・リュブリャナ出身の元サッカー選手、サッカー指導者。現役時代のポジションはMF。元ユーゴスラビア代表。

## 経歴
1965年にNKオリンピア・リュブリャナでプロデビュー。オリンピア・リュブリャナでの8年間とHNKハイドゥク・スプリトでの2年間で評価を高め、1975年からは渡独し、FCシャルケ04とFCバイエルン・ミュンヘンに在籍。1979-80シーズンにはバイエルン・ミュンヘンでブンデスリーガ優勝に貢献した。
1970年からは、数少ないスロベニア圏出身選手としてユーゴスラビア代表でプレーし、1974年に出場した1974 FIFAワールドカップでは大会ベストイレブンに輝いた。UEFA欧州選手権1976では、ベスト4のドイツ代表戦と3位決定戦のオランダ代表戦に出場してユーゴスラビア代表の大会4位を経験した。
現役を引退した1992年から指導者として活動し始め、主にスロベニアのクラブを率いた。2004年から2年間はスロベニア代表の指揮を執った。

## 人物
2009-10シーズン、監督として指導にあたっていたNKオリンピア・リュブリャナにて、当時16歳だった同性（血縁関係はない）のヤン・オブラクをトップチームデビューさせた。